# Casasimarro
Casasimarro es un municipio y localidad española de la provincia de Cuenca, en la comunidad autónoma de Castilla-La Mancha. El término municipal tiene una población de 3205 habitantes (INE 2024).

## Geografía
La localidad está situada a una altitud de 751 m sobre el nivel del mar. El municipio limita con los de Alarcón, El Picazo, Villanueva de la Jara, Quintanar del Rey y Villalgordo del Júcar, este último en la provincia de Albacete.
| Noroeste: El Picazo | Norte: Villanueva de la Jara | Noreste: Villanueva de la Jara |
| Oeste: Alarcón      |                              | Este: Villanueva de la Jara    |
| Suroeste: Alarcón   | Sur: Villagordo del Júcar    | Sureste: Quintanar del Rey     |

## Historia
Casasimarro es un núcleo relativamente moderno. En las Relaciones topográficas de Felipe II de finales del siglo XVI el núcleo aparece denominado como La Casa Simarro. En dicho documento consta la fundación de una aldea llamada la Casa de los Simarro que tuvo lugar en 1470.[cita requerida] La aldea era dependiente de la villa de Villanueva de la Jara.
En 1653 tuvo lugar al otorgamiento a Casasimarro del título de villa por parte de Felipe IV, siendo desde entonces municipio y concejo autónomo a todos los efectos, de organización municipal y gobierno de su antigua dependencia de Villanueva de la Jara.
Casasimarro se hermanó en 2012 con la localidad francesa de Saint Aubin de Médoc y en 2025 con la localidad catalana de Roda de Bará

## Demografía
Casasimarro cuenta con una población de 3205 habitantes (INE 2024).
| Gráfica de evolución demográfica de Casasimarro entre 1842 y 2021                                                   |
| |
| Población de derecho según los censos de población del INE Población de hecho según los censos de población del INE |

Cuenta con una población de 3205 habitantes (INE 2024). Se reparte la población total entre 1634 hombres y 1571 mujeres. El desglose por edades es la siguiente: 
0-19 años: 614± /
20-39 años: 737± /
40-59 años: 906± /
60-79 años: 646± /
>80 años: 266±
De las cuales la cantidad de extranjeros es la siguiente: 548± (17,3%)±

## Administración
| Periodo   | Nombre                                                                                         | Partido                                                |
| --------- | ---------------------------------------------------------------------------------------------- | ------------------------------------------------------ |
| 1979-1983 | Desiderio López Cuesta                                                                         | UCD                                                    |
| 1983-1987 | Joaquín Sotoca Casas                                                                           | Partido Demócrata Liberal                              |
| 1987-1991 | José Antonio Fernández Moreno                                                                  | Partido de los Trabajadores de España-Unidad Comunista |
| 1991-1995 | José Antonio Fernández Moreno                                                                  | Partido Comunista de España                            |
| 1995-1999 | José Antonio Fernández Moreno (1995-1996) Iluminada Tello Romero (moción de censura 1996-1999) | PSOE                                                   |
| 1999-2003 | José Antonio Fernández Moreno                                                                  | PSOE                                                   |
| 2003-2007 | José Antonio Fernández Moreno                                                                  | PSOE                                                   |
| 2007-2011 | José Antonio Fernández Moreno                                                                  | PSOE                                                   |
| 2011-2015 | Juan Sahuquillo García                                                                         | PP                                                     |
| 2015-2019 | Juan Sahuquillo García                                                                         | PP                                                     |
| 2019-2023 | Juan Sahuquillo García                                                                         | PP                                                     |
| 2023-act. | Óscar Pinar Leal                                                                               | PP                                                     |

## Símbolos
El escudo heráldico que representa al municipio fue aprobado en 2005 con el siguiente blasonamiento:

Escudo partido: Uno de plata casa de gules mazonada de sable y aclarada de plata. Dos, de gules guitarra de plata. Al timbre corona Real Cerrada.
Diario Oficial de Castilla-La Mancha núm. 241 de 30 de noviembre de 2005

La bandera, también aprobada en 2005, cuenta con la siguiente descripción escrita:

Bandera rectangular, de proporciones 2:3, formada por dos franjas verticales iguales, blanca con casa roja al asta y roja al batiente.
Diario Oficial de Castilla-La Mancha núm. 241 de 30 de noviembre de 2005